# Najash
Najash – rodzaj wczesnego węża żyjącego w późnej kredzie, około 90 mln lat temu, na terenie dzisiejszej Argentyny.
Wąż ten osiągał długość około 1,5 m i podobnie jak wiele innych kredowych węży miał dwie tylne kończyny. Skamieniałości Najash odkryto w osadach lądowych, co wskazuje na lądowy tryb życia węża. Hipotezę tę wspiera także budowa kręgów oraz kończyn, sugerująca przystosowania do rycia i prowadzenia podziemnego trybu życia. U Najash obecna jest zarówno kość krzyżowa, jak i miedniczna, które zanikły u późniejszych węży, nie odnaleziono ich także u innych węży z kończynami, takich jak Haasiophis, Dinilysia i Pachyrhachis.
Analizy filogenetyczne wskazują, że Najash to najbardziej bazalny spośród wszystkich znanych węży.
Odkrycie Najash rionegrina przeczy teorii postawionej pierwotnie w XIX wieku przez Edwarda Drinkera Cope'a, a popartej odkryciem w latach 90. XX wieku w morskich osadach w Libanie bazalnych węży ze szczątkowymi kończynami, mówiącej o istnieniu wspólnego morskiego przodka węży i mozazaurów (Mosasauridae).
Nazwa rodzaju pochodzi od imienia biblijnego węża Nachasha, który nakłonił Adama i Ewę do zjedzenia owocu z drzewa poznania dobra i zła. Epitet gatunkowy gatunku typowego, Najash rionegrina, pochodzi od miejsca odkrycia węża w prowincji Río Negro w Argentynie.